# Медведица (Волгоградская область)
Медве́дица (нем. Frank) — село в Жирновском районе Волгоградской области, административный центр Медведицкого сельского поселения. Основано 16 мая 1767 года как коронная колония Франк (нем. Frank). Население — 2404 (2010).

## История
Основано 16 мая 1767 года как коронная колония Франк (нем. Frank) 117 семействами — выходцами из Мекленбурга, Пфальца, Саксонии, Дармштадта и Изенбурга. По другим данным колония заселялась в 1764—1766 годах. По указу от 26 февраля 1768 года о наименованиях немецких колоний получила название Медведицкий Крестовый Буерак по наименованию реки и буерака, при которых она располагалась.
В 1871 году в результате образования волостей село стало центром Медведицкой волости Аткарского уезда Саратовской губернии.
В 1918 году село вошло в состав Трудовой коммуны немцев Поволжья, где стало центром Медведицкого района Голо-Карамышского уезда (с 1922 года — Медведицко-Крестово-Буеракского кантона АССР немцев Поволжья).
В 1928 году селу и кантону официально возвращено немецкое название Франк, однако центр кантона перенесён в село Диттель.
28 августа 1941 года был издан Указ Президиума ВС СССР о переселении немцев, проживающих в районах Поволжья. Немецкое население было депортировано. После ликвидации АССР немцев Поволжья село вошло в состав Медведицкого района Сталинградской области (с 1959 года — в Жирновском районе). Решением облисполкома от 31 марта 1944 года № 10 § 30 «О переименовании населённых пунктов Сталинградской области, носящих немецкие названия» село Франк переименовано в село Медведица.

## Физико-географическая характеристика
Село находится в лесостепи, в пределах Приволжской возвышенности, являющейся частью Восточно-Европейской равнины, на левом берегу реки Медведица. В окрестностях села распространены пойменные кислые почвы и чернозёмы южные. Высота центра населённого пункта — 135 метров над уровнем моря.
По автомобильным дорогам расстояние до областного центра города Волгограда составляет 320 км, до районного центра города Жирновск — 13 км, до ближайшего крупного города Саратова — 190 км.
Климат
Климат умеренный континентальный (согласно классификации климатов Кёппена — Dfb). Многолетняя норма осадков — 436 мм. Наибольшее количество осадков выпадает в июле — 50 мм, наименьшее в марте — 22 мм. Среднегодовая температура положительная и составляет + 5,9 С, средняя температура самого холодного месяца января −10,5 С, самого жаркого месяца июля +21,5 С.
Часовой пояс
Медведица, как и вся Волгоградская область, находится в часовой зоне МСК (московское время). Смещение применяемого времени относительно UTC составляет +3:00.

## Население
Динамика численности населения по годам:
| 1987  | 2002 |
| ----- | ---- |
| ≈2100 | 2608 |

| 1767  | 1773  | 1788  | 1798  | 1816  | 1834  | 1850  |
| ----- | ----- | ----- | ----- | ----- | ----- | ----- |
| 335   | ↗463  | ↗704  | ↗861  | ↗1415 | ↗2552 | ↗3775 |
| 1859  | 1885  | 1897  | 1905  | 1911  | 1920  | 1922  |
| ↗4684 | ↘4682 | ↗5080 | ↗5454 | ↘4592 | ↗4872 | ↗4999 |
| 1926  | 1931  | 1939  | 2010  |       |       |       |
| ↗5139 | ↗5374 | ↗5485 | ↘2404 |       |       |       |

### Известные жители
- Флитнер, Давид (1796—1869) — генерал-суперинтендент и вице-председатель Петербургской евангелическо-лютеранской консистории.
- Геттман, Якоб[англ.] (1875—1956) — первый игрок российского происхождения Главной лиги бейсбола (MLB).